# ستون تبلیغات

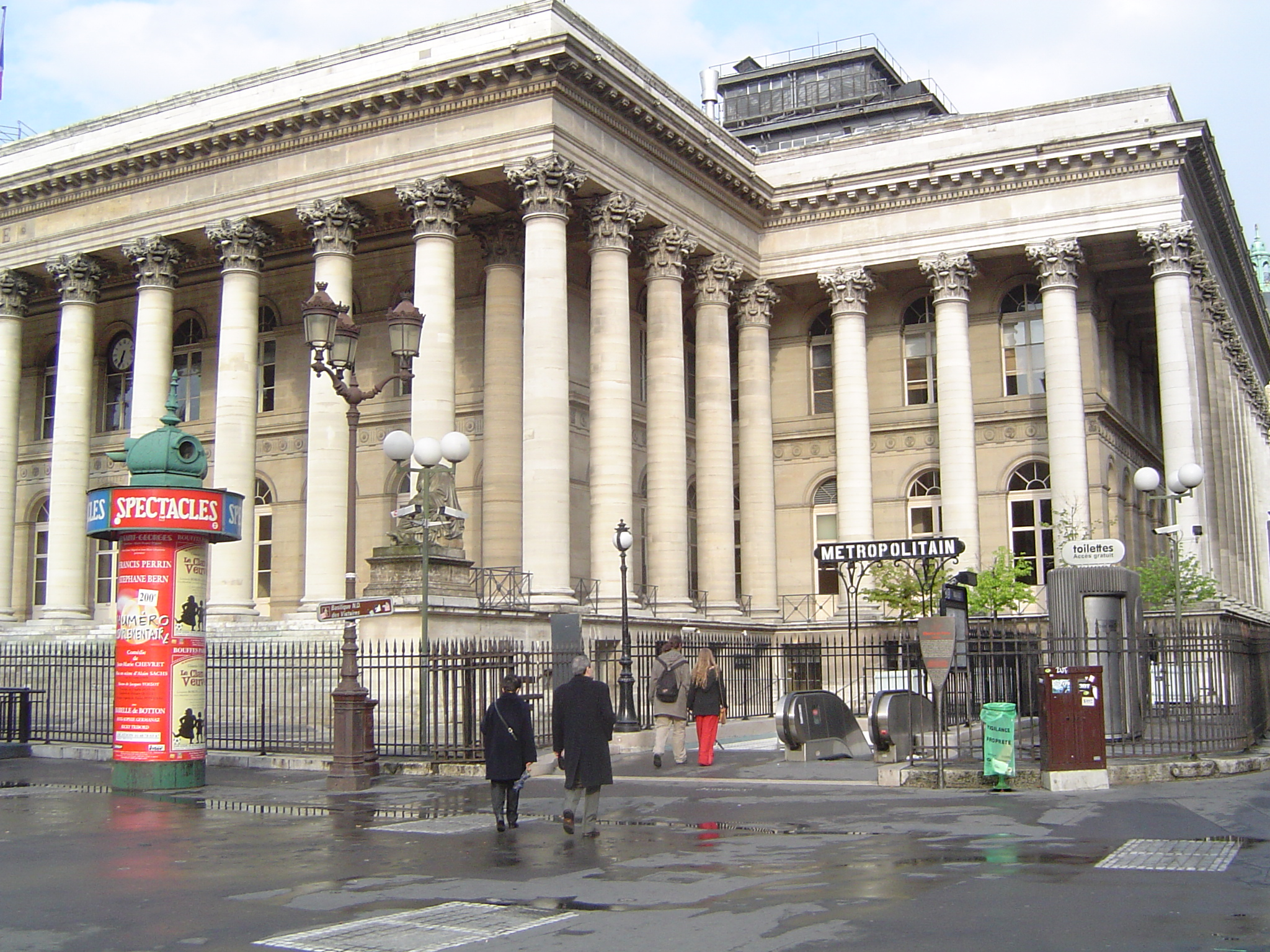
یک ستون تبلیغاتی در خیابانی در پاریس

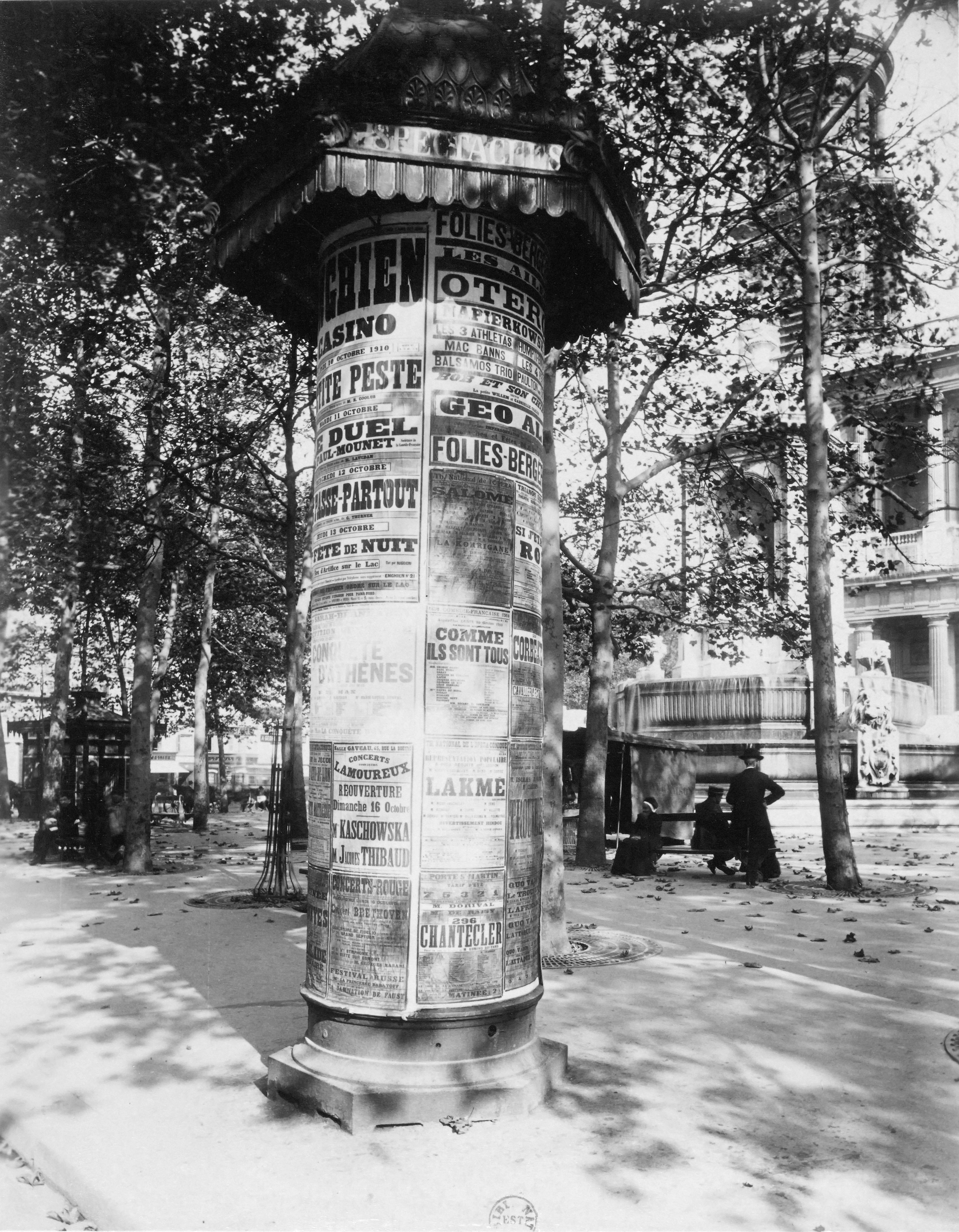
ستون موریس، پاریس ۱۹۲۰

ستون تبلیغات (انگلیسی: Advertising columns or Morris columns، آلمانی: Litfaßsäulen) ستون‌های استوانه‌ای شکل هستند که برای تبلیغات شهری برای اولین بار در آلمان ساخته شدند. استفاده از این ستون‌ها در برلین متداول است چرا که در ۱۸۵۵ میلادی برای اولین بار بیش از ۱۰۰ ستون در سطح شهر نصب شد.
ارنست لیتفاس در ۱۸۵۴ ساخت و نصب این ستون‌ها را شروع کرد. این ستون‌ها در آلمان با نام ستون‌های لیفتاس شناخته شدند.
چندی بعد در سال ۱۸۶۸ یک شرکت فرانسوی با مدیریت گابریل موریس محصول مشابه‌ای را در پاریس ایجاد کرد و این ستون‌ها با نام ستون‌های موریس وارد محیط‌های شهری فرانسه نیز شدند.

## توسعه
ایده این ستون‌های تبلیغاتی از اینجا آمده بود که مردم بتوانند تبلیغات و گرافیتی‌های خود را جایی نصب یا ترسیم کنند. ارنست لیفتاس پیشنهاد داده بود که ستون‌ها در سراسر شهر نصب شوند. این ایده مورد استقبال مردم قرار گرفته بود و تعداد بیشتری تبلیغات بر روی آن‌ها نصب شد تا سرانجام در ۵ دسامبر ۱۸۵۴، کارل لودویگ ون هینکلدی رئیس پلیس برلین حقوق این ستون‌ها را به انحصار لیتفاس درآورد.

## اهداف
ستون‌های تبلیغاتی به‌طور معمول برای نمایش تبلیغات در فرم‌های پوستر، تئاترهای سنتی، سینما، کلوب شبانه، و کنسرت مورد استفاده قرار می‌گرد. تعدادی از این ستون‌ها به وسیله یک موتور الکتریکی با سرعت آهسته می‌چرخنند.
در پاریس از ستون‌های تبلیغاتی برای فیلترهای ضد آلودگی هوا نیز مورد استفاده قرار می‌گیرد و در اوایل ۲۰۰۶ فیلترهای دی‌اکسید کربن و هوا در ۷۹۰ ستون تبلیغاتی نصب شدند.